# Labrador (regio)
Labrador is een regio in Canada, gelegen op het gelijknamige schiereiland. Het maakt deel uit van de provincie Newfoundland en Labrador, waarvan Labrador het gedeelte op het Canadese vasteland beslaat. Het vormt het noordoostelijke deel van het Noord-Amerikaanse continent en wordt ten westen en zuiden begrensd door de provincie Québec. Het feit dat de westelijke grens erg grillig verloopt, wordt bepaald door de waterscheiding: land dat draineert op de Atlantische Oceaan behoort tot Labrador; land dat draineert op de Hudsonbaai behoort tot Québec.
De regio telt zo'n 27.000 inwoners waarvan ongeveer twee vijfde oorspronkelijke bewoners zijn, voornamelijk Inuit en Innu. Het overgrote deel van de Inuit woont in Nunatsiavut, een autonome regio in het noorden. De Innu wonen voornamelijk in de reservaten Natuashish en Sheshatshiu.

## Geografie
Labrador is het meest oostelijke gedeelte van het vasteland van Noord-Amerika, met Cape St. Charles als oostelijkste punt. Het gebied beslaat een oppervlakte van zo'n 294.330 km² wat vergelijkbaar is met de oppervlakte van Italië. Het noordelijkste punt van Labrador is Cape Chidley, gelegen op Killiniq Island. Het uiterste noorden van Labrador wordt gekenmerkt door het Torngatgebergte dat deel uitmaakt van de Arctische Cordillera en het noordelijkste gedeelte van de grens met Québec vormt. Verder zuidwaarts liggen andere kleinere gebergtes zoals de aan de kust gelegen Kiglapait Mountains. Dat gebergte loopt in het zuiden over op South Aulatsivik Island, dat met 456 km² het grootste eiland van de regio Labrador is.
De grens tussen Québec en Newfoundland en Labrador is grotendeels gevormd door de waterscheiding tussen de Atlantische Oceaan en de Hudsonbaai enerzijds en de 52e breedtegraad noord anderzijds. De grens is al meer dan een eeuw de aanleiding tot een conflict tussen beide provincies.
Centraal in de regio ligt Lake Melville, een zoutwaterhoudend estuarium dat meer dan 3.000 km² meet. In het zuiden scheidt de Straat van Belle Isle de regio van het eiland Newfoundland. Het kustgebied aan die zeestraat staat bekend als de Labrador Straits. Voor een groot deel van de kustlijn liggen grote eilandengroepen, waaronder de Nainarchipel en de Adlavikeilanden.
De 865 km lange rivier de Churchill is de langste rivier van Atlantisch Canada. Eind jaren 1960 werd de Waterkrachtcentrale Churchill Falls aan die rivier gebouwd, waardoor het ruim 6.500 km² grote Smallwood Reservoir ontstond. Andere grote stuwmeren in de regio zijn het Ossokmanuan Reservoir en de Menihek Lakes. Een andere grote rivier is de 270 km lange Eagle River.
De kust kent verschillende fjorden en zeearmen, waaronder de Nachvakfjord in het noorden en de St. Lewis Inlet in het zuiden. Ook heeft de regio verschillende schiereilanden die kilometers ver in zee reiken, waaronder de oostelijk gelegen schiereilanden Cape North en Musgrave Land.

### Plaatsen
Labrador telt 20 plaatsen die geïncorporeerd zijn als gemeente. De andere dorpen en gehuchten van de regio zijn, op de twee indianenreservaten van de Innu na, gemeentevrij gebied. Voorbeelden van zulke gemeentevrije plaatsen zijn Churchill Falls, Lodge Bay, Black Tickle, Paradise River, Capstan Island en Opocopa. Labrador telt ook tientallen spookdorpen en andere plaatsen zonder permanente inwoners, waaronder Hebron, Aillik en Okak in het noorden en Henley Harbour, Muddy Bay, North Cove, Sand Hill en het toeristische Battle Harbour in het oosten en zuiden. Heel wat van de verlaten Labradorse kustnederzettingen zijn in de zomermaanden nog in gebruik door vissers, zoals bijvoorbeeld Indian Tickle.
Alle gemeenten van Labrador staan hieronder vermeld, tezamen met hun inwoneraantal (2021). Vijftien van de gemeenten hebben de status "town", terwijl de vijf die gelegen zijn in Nunatsiavut officieel als "Inuit Community Government" (ICG) te boek staan.
| - Happy Valley-Goose Bay – 8.040 - Labrador City – 7.412 - Wabush – 1.964 - Nain – 847 (ICG) - L'Anse-au-Loup – 692 - Hopedale – 596 (ICG) - North West River – 560 - Cartwright – 439 - Port Hope Simpson – 403 - Forteau – 377 | - Makkovik – 365 (ICG) - Rigolet – 327 (ICG) - Mary's Harbour – 312 - Charlottetown – 292 - L'Anse-au-Clair – 219 - Postville – 188 (ICG) - St. Lewis – 181 - Red Bay – 142 - West St. Modeste – 102 - Pinware – 64 |

Het bijna 295.000 km² metende gebied bestaat vrijwel uitsluitend uit uitgestrekte, onbewoonde taiga. In 2021 woonde 72% van de inwoners van Labrador in de drie grootste bewoningskernen. Het betreft het aan de westgrens gelegen Labrador West (9.376 inwoners) en de centraal gelegen kernen Happy Valley-Goose Bay (8.040 inwoners) en Sheshatshiu–North West River (1.785 inwoners).

### Transport
De regio wordt volledig doorkruist door de 1.149 km lange Trans-Labrador Highway die bestaat uit de provinciale routes NL-500 en NL-510. Andere provinciale routes in Labrador zijn Route 503, Route 513, Route 514, Route 516 en Route 520.
In het uiterste westen van Labrador bestaat een spoorwegnetwerk dat voornamelijk gebruikt wordt door goederentreinen in het kader van de ijzerertsmijnbouw. Het betreft van zuid naar noord de in elkaars verlengde liggende Quebec North Shore and Labrador Railway (414 km) en de lijn van Tshiuetin Rail Transportation (217 km). Daarnaast zijn er in Labrador West nog twee korte zijlijnen, namelijk de Wabush Lake Railway en de Bloom Lake Railway.
Labrador telt twee relatief belangrijke luchthavens, namelijk Goose Bay Airport en Wabush Airport, met daarnaast nog vele kleine vliegvelden met slechts een beperkt aanbod aan regionale vluchten.

## Geschiedenis
Circa 5500 v.Chr. bouwden leden van de Maritiem-Archaïsche cultuur de grafheuvel van L'Anse Amour in het uiterste zuiden van de regio. Het is de oudst gekende grafheuvel op het Amerikaanse continent.
Reeds rond het jaar 1000 ontdekten de Noormannen de Labradorse kusten. Ze noemden het bosrijke gebied Markland en ondernamen zeker tot in de 14e eeuw vanuit Groenland expedities erheen om hout te hakken.
Helemaal op het einde van de 15e eeuw bezocht de Portugese ontdekkingsreiziger João Fernandes Lavrador het gebied dat uiteindelijk naar hem vernoemd zou worden.
In de late 18e eeuw en vroege 19e eeuw werden de Labradorse Inuit grotendeels bekeerd tot de Moravische Kerk, met het in 1771 gestichte Nain als eerste missiepost. Cruciaal hierin was de rol van de invloedrijke Inuitvrouw Mikak.

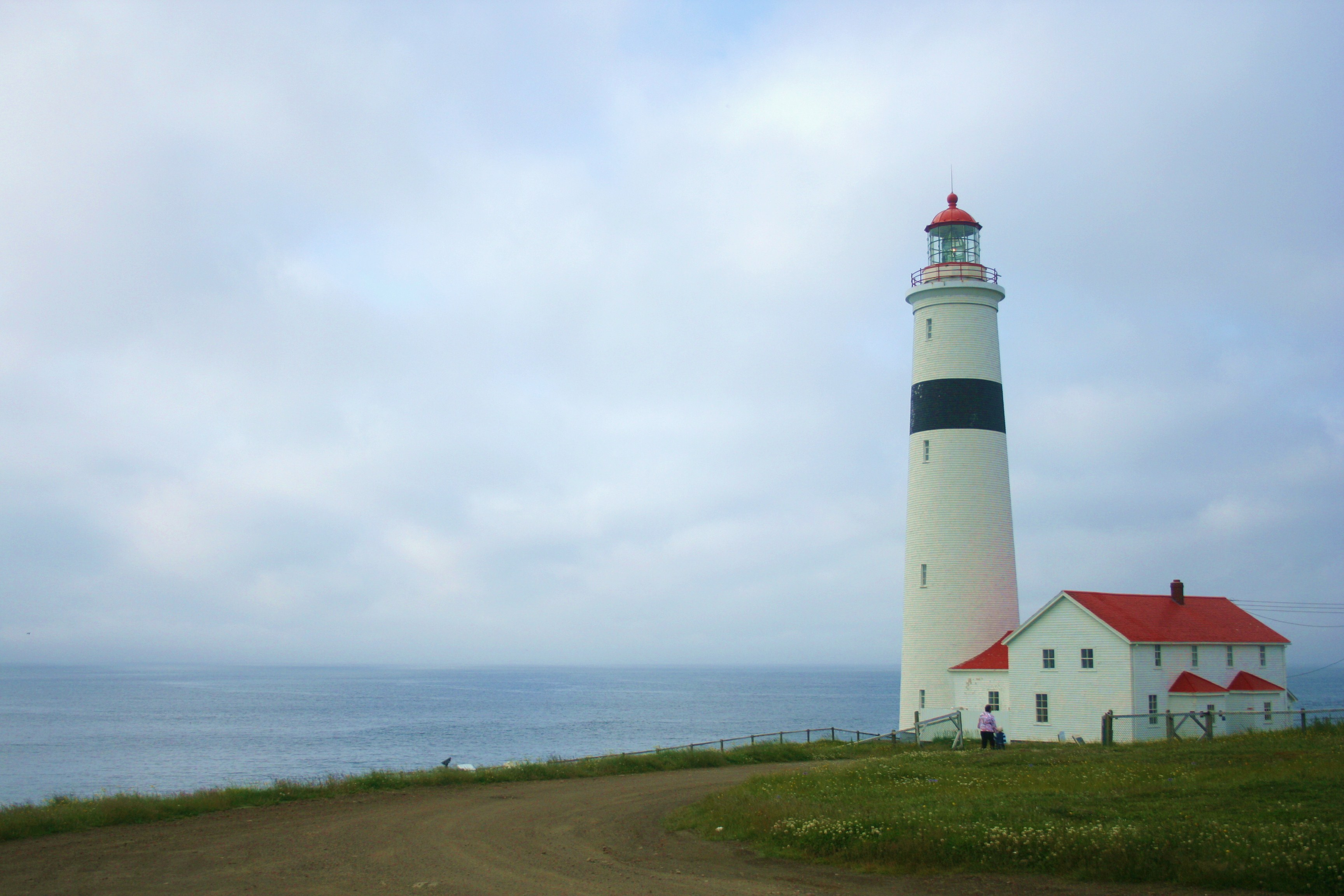
De vuurtoren van Point Amour met de Straat van Belle Isle op de achtergrond

Sinds het midden van de 19e eeuw is de Straat van Belle Isle aan Labrador's zuidkust een belangrijke trans-Atlantische scheepvaartroute geworden. De zeestraat is echter een gevaarlijke route vanwege zijn relatieve nauwheid, sterke stromingen, variabele weersomstandigheden en zee-ijs dat er acht à tien maanden per jaar voorkomt. Daarom werd in 1857 op het smalste punt de vuurtoren van Point Amour gebouwd, de hoogste vuurtoren van Atlantisch Canada.
Labrador werd zwaar getroffen door de pandemie van de Spaanse griep in 1918-1920. Er vielen bijna 500 doden, waaronder naar schatting 400 Inuit (ofwel een derde van de gehele Labradorse Inuitbevolking). In de Moravische missienederzettingen Hebron en Okak bleef bijna niemand meer over.
Eind jaren 1950 begon de massale ontginning van de rijke ijzerertslagen in het uiterste westen van Labrador. Bij deze mijnen ontstond Labrador West, een bewoningskern die relatief snel de grootste van de regio werd.
Het gebied ontwikkelde in de loop van de 20e eeuw geleidelijk aan een aparte identiteit binnen zowel de provincie als binnen Canada. Sinds 1974 heeft Labrador officieus een eigen vlag en sinds 1983 bestaat er een driejaarlijkse wintersportmanifestatie, de Labrador Winter Games. In 2001 veranderde de provincie Newfoundland haar naam naar "Newfoundland and Labrador", als erkenning van het gebied en haar inwoners als volwaardig deel van de provincie.
In de zomer van 2024 werd Labrador getroffen door verscheidene grote bosbranden. Deze hadden de gedwongen evacuatie van achtereenvolgens Churchill Falls (14 dagen) en Labrador City (10 dagen) tot gevolg, al bleven beide plaatsen uiteindelijk gespaard van enige schade.

## Demografie
De regio Labrador is bij de Canadese volkstelling onderverdeeld in twee censusdivisies. Divisie Nr. 11 komt overeen met Nunatsiavut en Divisie Nr. 10 komt overeen met de rest van Labrador. De volkstelling van 1951 stelde een inwoneraantal van 7.890 vast. In de decennia erna kende het gebied een explosieve groei met een absoluut hoogtepunt van ruim 33.000 inwoners in 1976. Daarna kende Labrador dertig jaar lang een trage demografische daling. Sinds 2006 is de Labradorse bevolkingsomvang vrij stabiel.
- Bron: Statistics Canada (1951–1986[10], 1991–1996[11], 2001–2006[12], 2011–2016[13][14])

### Taal
Volgens de volkstelling van 2016 hadden 23.190 inwoners van Labrador (86,3%) het Engels als moedertaal. Daarnaast hadden 2.105 mensen (7,8%) een Creetaal, 430 mensen (1,6%) een Inuittaal en 410 mensen (1,5%) het Frans als moedertaal.
Meer dan 99% van de inwoners van Labrador waren in 2016 het Engels machtig. In datzelfde jaar waren er 2.195 mensen (8,2%) een Creetaal, 605 mensen (2,2%) een Inuittaal en 1.895 mensen (7,0%) het Frans machtig.

### Inheemse bevolking
Bij de volkstelling van 2016 gaven 11.750 Labradorianen (43,2%) aan dat ze een inheemse identiteit hebben. De grootste groep onder hen zijn 4.765 Inuit, gevolgd door 3.925 Métis en 2.820 mensen behorend tot een van de First Nations. Daarnaast was er een groep die hun inheemse identiteit niet verder specificeerde en een kleine groep die aangaf meer dan een van bovenstaande inheemse identiteiten te hebben.

## Natuur
Labrador telt twee Canadese nationale parken, met name het Nationaal Park Torngat Mountains (9700 km²) en het Nationaal Park Mealy Mountains (10700 km²). Daarnaast telt de regio twee provincieparken (Pinware River en Duley Lake) en twee ecologische reservaten (Gannet Islands en Redfir Lake-Kapitagas Channel). Tezamen zijn ze goed voor ruim 20.511 km² aan beschermd natuurgebied, oftewel net geen 7% van het grondgebied van Labrador.

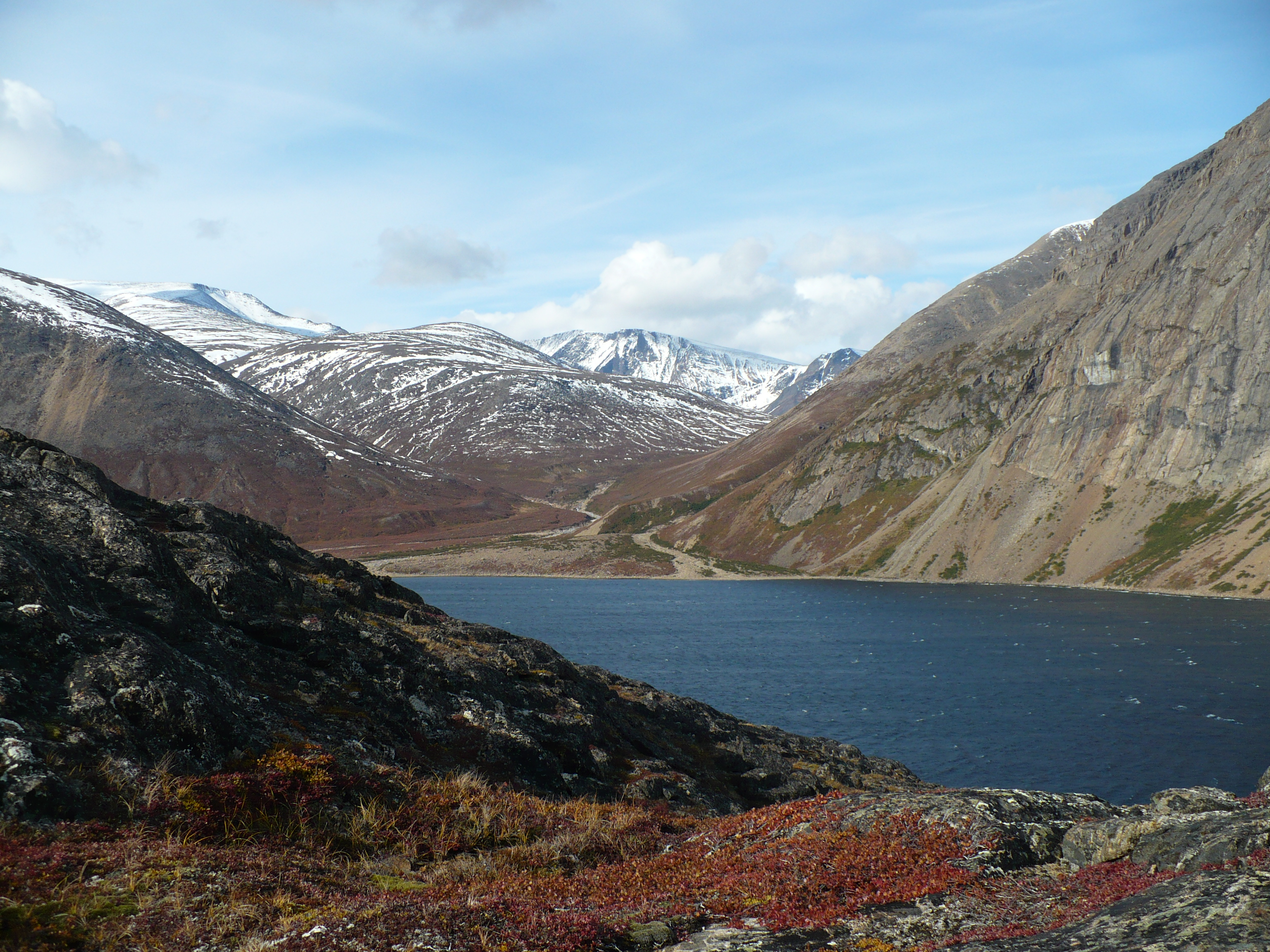
De Nachvakfjord in het Torngatgebergte
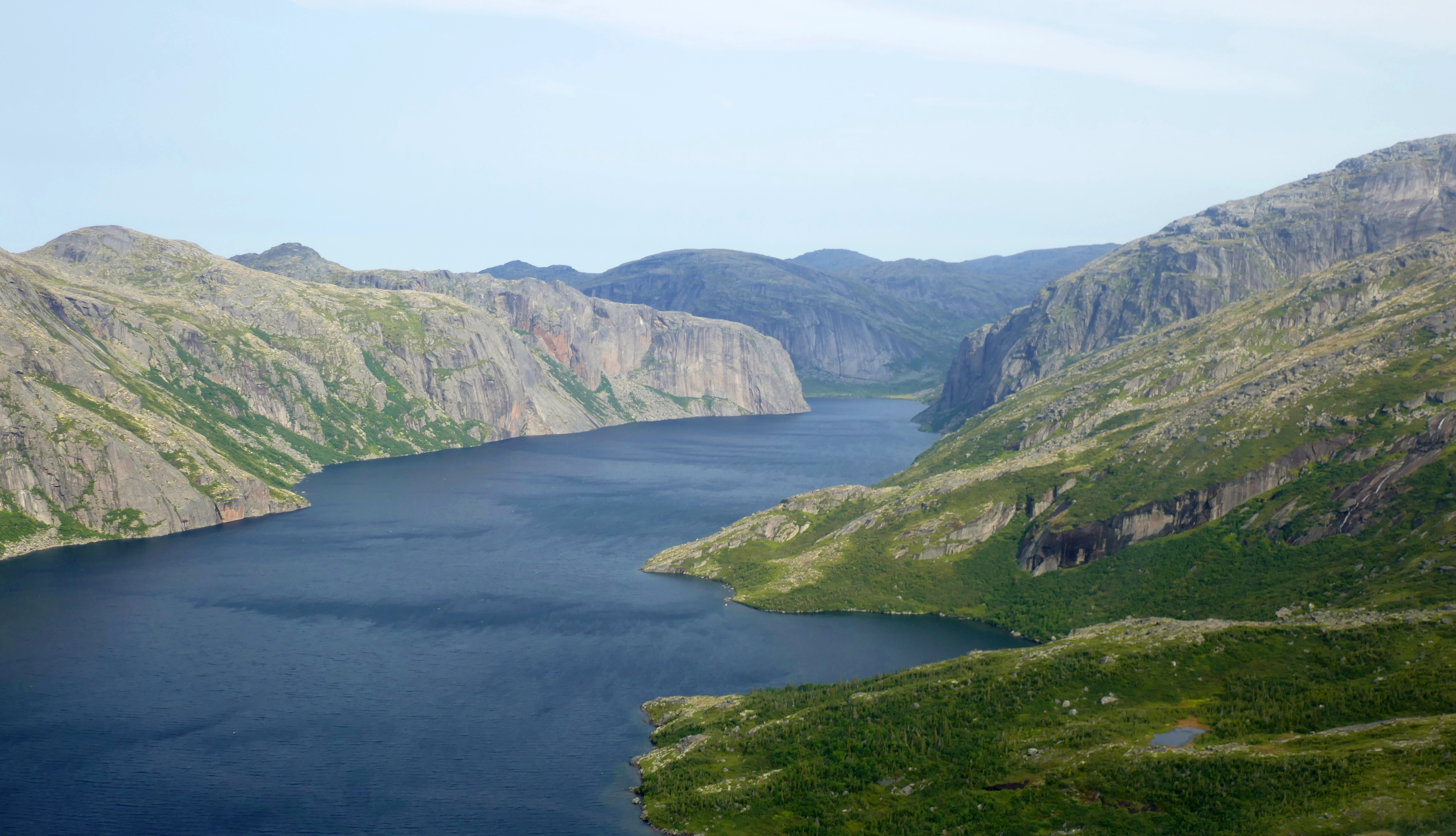
Zicht op de Mealy Mountains

### Fauna
Labrador huisvest op eilanden voor haar kust enkele zeer belangrijke broedkolonies van verscheidene zeevogelsoorten. Het betreft behalve het Gannet Islands Ecological Reserve ook de eilanden in en rond Table Bay, waaronder de Bird Islands. Belangrijke broedende soorten in Labrador zijn onder meer de papegaaiduiker, eider en alk.
De regio kent vele rivieren die belangrijk zijn als paaigebied voor de Atlantische zalm, waaronder de Eagle River en de Kenamu. De bronforellen van het zuidelijke Minipi Lake behoren tot de grootste ter wereld.

## Toerisme
De zuidkust van Labrador, waartoe ook de Labrador Straits behoren, is bij toeristen aantrekkelijk vanwege verschillende idyllisch gelegen kustdorpjes en het omliggende natuurschoon. De belangrijkste voorbeelden zijn Battle Harbour, Forteau en L'Anse Amour. Ook de tot werelderfgoed uitgeroepen walvisvaardersplaats Red Bay ligt aan de zuidkust. Het in het noorden van de regio en zeer afgelegen Nationaal Park Torngat Mountains is vooral geliefd bij avontuurlijke wandelaars en backpackers.

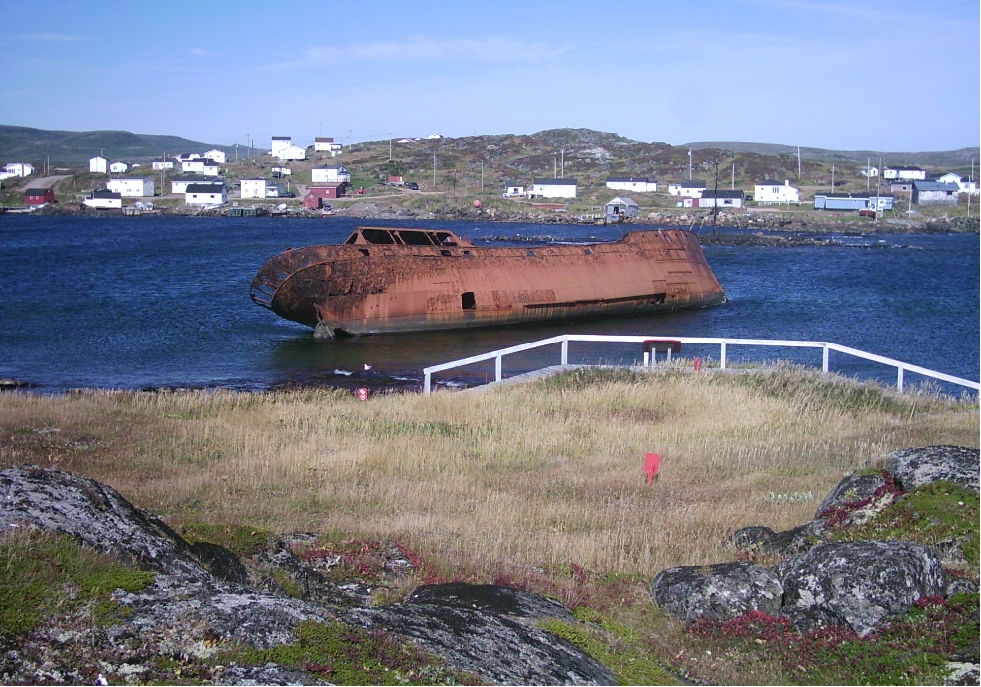
Een scheepswrak in de haven van Red Bay
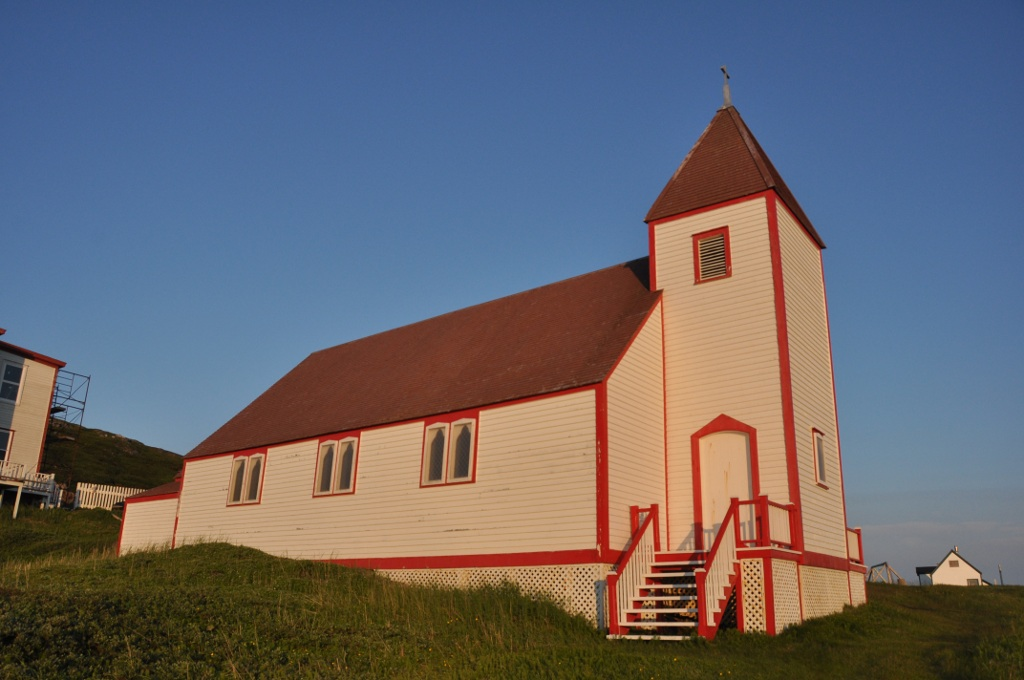
De anglicaanse St. James Church (1857) van Battle Harbour

## Gezondheidszorg
Het volledige grondgebied van Labrador maakt deel uit van Labrador-Grenfell Health, een van de vier gezondheidsautoriteiten in de provincie. De regio telt twee ziekenhuizen (het Labrador Health Centre in Happy Valley-Goose Bay en het Labrador West Health Centre in Labrador City), een gezondheidscentrum en een langetermijnszorgcentrum. Daarnaast hebben veertien afgelegen dorpen een zogenaamde gemeenschapskliniek (community clinic).